# Вардим (острво)
Вардим (буг. остров Вардим) је треће највеће дунавско острво у Бугарској (после острва Белене и Козлодуј). Налази се источно од града Свиштов, насупрот селу Вардим (у општини Свиштов, Великотрновска област) и дио је беленског дунавског архипелага. Заштићено је мочварно подручје и подручје гњежђења птица од националног значаја.
Острво лежи око 300 метара сјеверно од бугарске обале Дунава, између 542. и 546. километра од извора ријеке.
Стијене Вардим код Хел Гејтса на острву Ливингстон, дијелу Јужних Шетландских острва на Антарктику, назване су по острву Вардим и сусједном насељу Вардим.